# Paratoxopoda tenebrica
Paratoxopoda tenebrica är en tvåvingeart som beskrevs av Ozerov 1993. Paratoxopoda tenebrica ingår i släktet Paratoxopoda och familjen svängflugor.
Artens utbredningsområde är Sierra Leone. Inga underarter finns listade i Catalogue of Life.